# China Express Airlines
China Express Airlines (кит. 華夏航空) — китайская авиакомпания со штаб-квартирой в городском округе Гуйян (провинция Гуйчжоу, КНР), работающая в сфере внутренних и региональных перевозок.
Компания эксплуатирует самолёты одного типа: Bombardier CRJ-900.
Главным транзитным узлом (хабом) авиакомпании является международный аэропорт Чунцин Цзянбэй, в качестве основных пунктов назначения в маршрутной сети регулярных перевозок выступают международный аэропорт Гуйян Лундунбао и международный аэропорт Хух-Хото Байта.

## История
Авиакомпания China Express Airlines (также известная, как Huaxia Airlines) была образована в мае 2006 года, став первым в Китае частным региональным авиаперевозчиком.
Владельцами China Express Airlines стали следующие финансовые компании: Cathay Fortune (40 %), High Zero (25 %) и Tampines International (24 %), а также миноритарии с 11 % акций.
28 августа 2010 года самолёт Bombardier CRJ200 при посадке в международном аэропорту Гуйян Лундунбао зацепил правым полукрылом взлётно-посадочную полосу аэропорта, при этом никто не пострадал. Тем не менее, 1 сентября 2010 года Администрация гражданской авиации Китая распорядилась приостановить все полёты авиакомпании, провести полное расследование инцидента и пересмотреть действующие в авиакомпании нормы безопасности. 6 сентября регулятор разрешил частичное выполнение полётов, а спустя некоторое время China Express Airlines восстановила перевозки в полном объёме.

## Флот

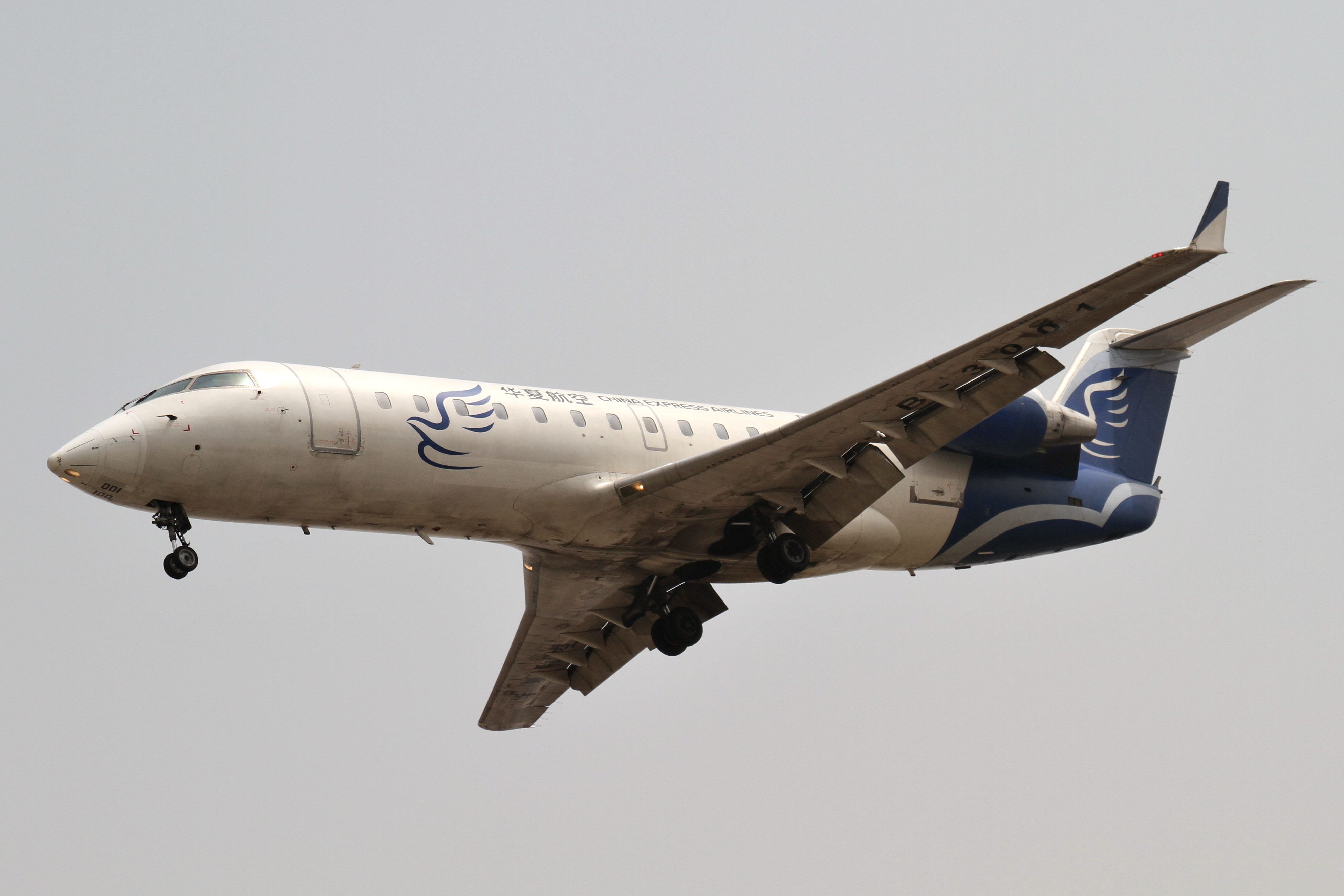
CRJ-200 авиакомпании China Express Airlines в международном аэропорту Далянь

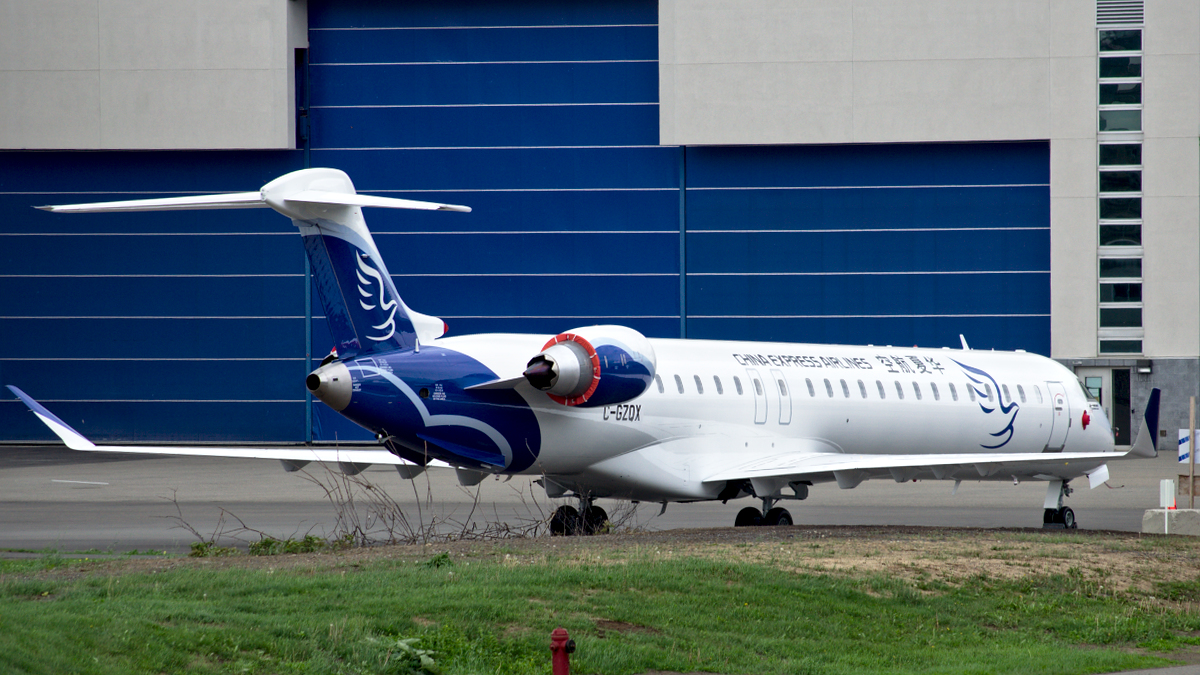
CRJ-900 авиакомпании China Express Airlines с завода в Монреале

В июле 2021 года воздушный флот авиакомпании China Express Airlines составляли следующие самолёты:
| Тип самолёта      | В эксплуатации | Заказано | Пассажирских мест | Пассажирских мест | Пассажирских мест | Примечания |
| Тип самолёта      | В эксплуатации | Заказано | C                 | Y                 | Всего             | Примечания |
| ----------------- | -------------- | -------- | ----------------- | ----------------- | ----------------- | ---------- |
| Airbus A320-200   | 11             | —        | 4                 | 168               | 172               |            |
| Airbus A320neo    | 3              | —        | 4                 | 168               | 172               |            |
| Bombardier CRJ900 | 38             | —        | 6                 | 78                | 84                |            |
| Comac ARJ21-700ER | 3              | 47       | —                 | 90                | 90                |            |
| Всего             | 55             | 47       |                   |                   |                   |            |

В октябре 2011 года авиакомпания подписала договор о намерениях на поставку шести лайнеров CRJ-900NG с опционом на ещё пять машин. О сделке было объявлено в феврале следующего года, а в июле того же года предварительное соглашение было преобразовано в твёрдый контракт.
В 2014 году China Express Airlines заключила договор на поставку ещё 16 самолётов CRJ-900.